# Проточенский сельсовет (Красноярский край)
Проточенский сельсовет - сельское поселение в Бирилюсском районе Красноярского края.
Административный центр - посёлок Проточный.

## Население
| 2010 | 2012 | 2013 | 2014 | 2015 | 2016 | 2017 |
| ---- | ---- | ---- | ---- | ---- | ---- | ---- |
| 347  | ↘328 | ↘293 | ↘280 | ↘265 | ↘246 | ↘238 |
| 2018 | 2019 | 2020 | 2021 |      |      |      |
| ↘233 | ↘211 | ↘200 | ↘190 |      |      |      |

## Состав сельского поселения
| № | Населённый пункт | Тип населённого пункта          | Население |
| - | ---------------- | ------------------------------- | --------- |
| 1 | Бор              | деревня                         | 3         |
| 2 | Проточный        | посёлок, административный центр | 273       |
| 3 | Сопка            | деревня                         | 71        |

## Местное самоуправление
Проточенский сельский Совет депутатов
Дата избрания: 14.03.2010. Срок полномочий: 5 лет. Количество депутатов: 7
Глава муниципального образования
- Симахина Татьяна Дмитриевна. Дата избрания: 14.03.2010. Срок полномочий: 5 лет